# Die Follyfoot-Farm
Die Follyfoot-Farm (Originaltitel Follyfoot)  war eine 39-teilige Fernsehserie, die von 1971 bis 1973 in der Nähe von Leeds in North Yorkshire, England für die Fernsehsender ITV und ZDF produziert wurde. Die Geschichten basierten auf den Jugendromanen Cobbler’s Dream (1963) und Follyfoot (1971) von Monica Dickens. Regie bei einzelnen Episoden führten bekannte Regisseure wie unter anderem Jack Cardiff, Stephen Frears, Desmond Davis, Michael Apted und David Hemmings.

## Handlung
Die junge Dora soll bei ihrem Onkel, Colonel Maddock, im ländlichen Yorkshire bleiben, während ihre Eltern für ein Jahr in Südamerika sind. Ihr Onkel betreut ein großes Anwesen, zu dem auch die Follyfoot Farm gehört, auf der nach ungewollten und geliebten Pferden geschaut wird (das Landhaus Hollin Hal, das auf dem Anwesen des Harewood Houses steht, diente als Kulisse). Die Diplomatentochter, die ihre Kindheit an verschiedenen Stellen der Welt verbracht hat und nie Freunde finden konnte, fühlt sich glücklich, fürchtet aber auch etwas die Rückkehr ihrer Eltern und damit das Ende ihres Aufenthalts. Zu den weiteren Hauptfiguren zählen die jungen Pferdewirte Steve und Ron sowie der Haushälter und Ex-Boxer Slugger Jones. Insbesondere mit Steve baut Dora eine enge, möglicherweise romantische Beziehung auf; es kommt aber auch zu Konflikten, da sie privilegiert aufwuchs und idealistische Ansichten hat, denen er als Arbeitersohn mit krimineller Vergangenheit manchmal widerspricht.

## Titelmusik
Die Titelmusik The Lightning Tree, geschrieben von Steven Francis und gesungen von der Band The Settlers, erreichte in den britischen Charts Rang 36.

## Rezeption in Deutschland
Die deutsche Erstausstrahlung begann am 2. Oktober 1973 im Vorabendprogramm des ZDF. Dabei richtete sich die Serie vor allem an Kinder und Jugendliche. Die Hauptdarsteller Gillian Blake und Steve Hodson wurden in Deutschland sehr populär; Blake erhielt 1974 und 1975 den Silbernen, Hodson 1974 den Goldenen Bravo Otto der Jugendzeitschrift BRAVO. Auch in England war die Serie bereits sehr beliebt gewesen.
Wie zu manchen erfolgreichen Fernsehserien seinerzeit entstand auch zur Follyfoot-Farm eine Comicserie, in Deutschland erschienen im Bastei Verlag. Das Schallplattenlabel Europa brachte ein Hörspiel heraus.